# Sumbul (Lae Parira)
Sumbul is een bestuurslaag in het regentschap Dairi van de provincie Noord-Sumatra, Indonesië. Sumbul telt 1530 inwoners (volkstelling 2010).